# Pulînî
Pulînî (în ucraineană Пулини) este așezarea de tip urban de reședință a raionului Pulînî din regiunea Jîtomîr, Ucraina. În afara localității principale, mai cuprinde și satele Bureakivka și Vesele.

## Demografie
Componența lingvistică a așezării de tip urban Pulînî
     Ucraineană (98,63%)
     Rusă (1,3%)
     Alte limbi (0,04%)
Conform recensământului din 2001, majoritatea populației așezării de tip urban Pulînî era vorbitoare de ucraineană (98,63%), existând în minoritate și vorbitori de rusă (1,3%).